# スコット・アレン
スコット・アレン（Scott Ethan Allen、1949年2月8日 - ）は、アメリカ合衆国出身の男子フィギュアスケート選手。1964年インスブルックオリンピック男子シングル銅メダリスト。

## 経歴
- 1949年2月8日、ニュージャージー州ニューアークに生まれる。
- 1964年インスブルックオリンピックで銅メダルを獲得。銅メダル獲得当時、14歳と363日でありこれは現在においても冬季オリンピック最年少メダリストの記録となっている。
- 1964年、1966年全米フィギュアスケート選手権優勝。

## 主な戦績
| 大会/年      | 1961-62 | 1962-63 | 1963-64 | 1964-65 | 1965-66 | 1966-67 | 1967-68 |
| ------------ | ------- | ------- | ------- | ------- | ------- | ------- | ------- |
| オリンピック |         |         | 3       |         |         |         |         |
| 世界選手権   | 8       | 5       | 4       | 2       | 4       | 5       | 4       |
| 全米選手権   | 2       | 2       | 1       | 2       | 1       | 2       |         |